# Poliana Moça
Poliana Moça é uma telenovela brasileira que foi produzida e exibida  pelo SBT em 21 de março de 2022 até 24 de maio de 2023 em 307 capítulos, substituiu parte do horário da reprise de Carinha de Anjo e foi substituída por A Infância de Romeu e Julieta.
Baseada no livro Pollyanna Moça, escrito por Eleanor H. Porter em 1915, é adaptada por Íris Abravanel, com colaboração de Carlos Marques, Denise Barbosa, Danilo Castro, Fernando Pripas, Grace Iwashita, Gustavo Braga e Marcela Arantes, supervisão de texto de Rita Valente, direção de João Batista, Mário Moraes e Vanessa Arruda e direção geral de Ricardo Mantoanelli.
Conta com Sophia Valverde, Igor Jansen, Dalton Vigh, Thaís Melchior, Murilo Cezar, Otávio Martins, Ana Paula Lima e João Pedro Delfino nos papéis principais.
Esta é a segunda adaptação brasileira da obra, visto que a Rede Tupi apresentou em 1958 Pollyana Moça, a primeira continuação de uma novela na história da teledramaturgia.

## Enredo
Poliana (Sophia Valverde), agora com 15 anos, precisa enfrentar os dilemas típicos da adolescência, como os dramas escolares e os planos para o futuro, além de ser alvo da disputa romântica entre o ex-valentão Éric (Lucas Burgatti) e seu melhor amigo João (Igor Jansen), encontrando em Helena (Luísa Bresser) uma rival no coração dos dois. Após ter sua criação roubada, Otto (Dalton Vigh), que é pai de Poliana, tenta recuperar seu androide que é apelidado de Pinóquio (João Pedro Delfino).

## Elenco
| Intérprete          | Personagem                                |
| ------------------- | ----------------------------------------- |
| Sophia Valverde     | Poliana D'Ávila Monteiro (Poli)           |
| Igor Jansen         | João Goulart Vasconcellos                 |
| Dalton Vigh         | César Pendleton / Otto Monteiro (Otto)    |
| Dalton Vigh         | Richard Pendleton (jovem)                 |
| Thaís Melchior      | Luísa D'Ávila Pessoa Monteiro             |
| Otávio Martins      | Roger Pessoa                              |
| João Pedro Delfino  | Pinóquio / Pinot / Luc1 / Luc2 / Plínio   |
| Luísa Bresser       | Helena Rogatto                            |
| Tavinho Martins     | Pedro Rogatto                             |
| Mari Campolongo     | Chloe Rogatto                             |
| Lucas Burgatti      | Eric Mascarenhas                          |
| Murilo Cezar        | Marcelo Pessoa                            |
| Pedro Lemos         | Waldisney da Silva                        |
| Ana Paula Valverde  | Tânia Ricci Abrahão (Cobra) / Laura Souza |
| Allana Lopes        | Celeste Ricci Abrahão                     |
| Bella Chiang        | Song Park                                 |
| Marianna Santos     | Yuna Park                                 |
| Davi Campolongo     | Bento Goulart                             |
| Giovanni De Lorenzi | Luca Della Torre (Luca Tuber)             |
| Enzo Krieger        | Luigi Vinhedo Antunes                     |
| Bel Moreira         | Raquel D'Ávila Rios                       |
| Amanda Acosta       | Eugênia Rogatto                           |
| Marcello Airoldi    | Davi Rogatto                              |
| Myrian Rios         | Ruth Goulart Vasconcelos                  |
| Letícia Cannavale   | Cláudia Ferreira                          |
| Kauan Siqueira      | Gael Ferreira                             |
| Vinícius Siqueira   | Benício Ferreira                          |
| Junno Andrade       | Renato Araújo                             |
| Guilherme Boury     | Sérgio Antunes                            |
| Daniela Paschoal    | Joana Vinhedo Antunes                     |
| Theo Medon          | Mário Vinhedo Antunes                     |
| Marat Descartes     | Durval D'Ávila                            |
| Pietra Quintela     | Lorena D'Ávila Rios                       |
| Maria Gal           | Gleyce Soares Oliver                      |
| Paulo Américo       | Henrique Oliver                           |
| Elina de Souza      | Heloísa Oliver (Helô)                     |
| Vitor Brito         | Jefferson Soares                          |
| Duda Pimenta        | Kessya Soares                             |
| Flávia Pavanelli    | Brenda Castanheira Telles                 |
| Clarisse Abujamra   | Glória Pessoa                             |
| Lílian Blanc        | Branca Delfino                            |
| Rafaela Ferreira    | Nanci Delfino                             |
| Thiago Franzé       | André Delfino                             |
| Jitman Vibranovski  | Antônio Novaes                            |
| Gabriela Saadi      | Violeta Novaes                            |
| Vincenzo Richy      | Vinícius Gomes                            |
| Humberto Morais     | Formiga (Fofô) / Edson Sampaio            |

### Participações especiais
| Intérprete      | Personagem                     |
| --------------- | ------------------------------ |
| Marcos Oliveira | Romeo Kollody                  |
| André Mattos    | Emanuel Ribeiro                |
| Stella Miranda  | Valdinéia da Silva / Vanderléa |
| Fábio Beltrão   | Nicholas (Nerd)                |
| Danilo Gentili  | Ele mesmo                      |
| Murilo Couto    | Ele mesmo                      |
| Any Gabrielly   | Ela mesma                      |

## Produção
Inicialmente, um remake da telenovela argentina Patito feo originalmente substituiria As Aventuras de Poliana. No fim de 2019, a emissora decidiu cancelar a substituta e produzir uma continuação de Poliana na adolescência, baseada no livro Pollyanna Moça, que também já havia gerado a telenovela de mesmo título em 1958 na Rede Tupi, a primeira continuação de uma novela no mundo. Reynaldo Boury, diretor da primeira novela, trabalharia na segunda, mas foi promovido a diretor-geral do núcleo de teledramaturgia e substituído por Ricardo Mantoanelli. As gravações começaram em 27 de janeiro de 2020.

### Escolha do elenco
Desde o fim de As Aventuras de Poliana, Larissa Manoela anunciou que a volta para a continuação seria cancelada - assinando com a TV Globo para protagonizar Além da Ilusão. Em março de 2020, devido à pandemia de COVID-19 que obrigou a emissora a pausar as gravações em 2 anos, todos os atores do elenco foram demitidos para conter gastos, mantendo apenas Sophia Valverde e Igor Jansen sob contrato.
Desde a retomada das gravações, no entanto, nem todos os atores quiseram voltar para a novela: Victor Pecoraro preferiu assinar com a RecordTV, Lawrran Couto estava focando na carreira como cantor e João Guilherme desistiu do papel. A direção preferiu manter o personagem de João com Giovanni De Lorenzi interpretando-o.
Novos atores foram anunciados para a continuação. São eles: Junno Andrade, Amanda Acosta, Marcello Airoldi, Bella Chiang, Luisa Bresser, Mariana Campolongo, Tavinho Martins, Marianna Santos, Allana Lopes, Thiago Franzé e João Pedro Delfino. A novela tem um salto de três anos na história, em que atores do elenco adolescente mudaram seus visuais.

### Alterações no elenco
Thaís Melchior, que também havia ido para a RecordTV protagonizar Gênesis, sinalizou que voltaria para Poliana Moça e a produção do SBT esperou terminar a obra na concorrência para retomar as gravações por se tratar de um papel indispensável. No entanto, Bela Fernandes e Mylla Christie nunca foram convocadas de volta, uma vez que a autora considerou que as histórias de suas personagens foram concluídas e a obra precisava de novas antagonistas.

### Suspensão e retomada das gravações
Em março de 2020, a emissora anunciou que devido à pandemia de COVID-19, as gravações da novela estariam suspensas por tempo indeterminado e a reprise de Chiquititas (2013) foi escalada para ocupar a faixa. A expectativa foi de que as gravações voltassem em outubro de 2020 para estreia em janeiro de 2021. No entanto, com o agravamento da pandemia se tornou inviável; com o término de Chiquititas, uma reprise de Carinha de Anjo (2016) foi escalada. As gravações foram retomadas no dia 13 de setembro de 2021, com todas as medidas de segurança necessárias tomadas para evitar um possível contágio. Por conta da mudança física dos atores principais durante a paralisação, todas as cenas gravadas em 2020 foram regravadas. As gravações com o elenco jovem foram encerradas no dia 15 de outubro de 2022; junto disso foram desmontados alguns cenários e as gravações agora seguem o elenco adulto.

## Exibição
Em 8 de janeiro de 2022, foi divulgado o primeiro teaser com a data de estreia para 21 de março. Em 15 de março de 2022, foi realizada uma coletiva de imprensa, que exibiu a abertura da novela. Em 13 de outubro de 2022, o Prime Video e o SBT anunciaram um acordo para licenciamento e coprodução de novelas com a novela disponibilizada na plataforma de streaming da Amazon.
Com o final do capítulo 201, exibido em 26 de dezembro de 2022, foi transmitida uma homenagem ao diretor Reynaldo Boury (por sua vez diretor da novela antecessora e auxiliar em Poliana Moça), em que integrantes do elenco e a autora Íris Abravanel deram seus depoimentos relembrando grandes momentos de Reynaldo, além das imagens dos bastidores das produções anteriores.
O último capítulo foi exibido excepcionalmente no dia 24 de maio de 2023, uma quarta-feira, uma vez que no dia anterior (23 de maio) houve a transmissão da partida entre Academia Puerto Cabello e São Paulo Futebol Clube pela Copa Sul-Americana. Tal estratégia já foi adotada na faixa Novela das Tardes, através das tramas mexicanas Amores Verdadeiros e a reprise de Amanhã é Para Sempre, que tiveram seus penúltimos capítulos exibidos na segunda-feira e os respectivos desfechos na quarta.

## PoliCast
PoliCast é um podcast de entrevistas com o elenco e com membros da produção da novela apresentado por Ana Zimerman e Nicholas Torres. Os episódios são postados no canal oficial da novela no YouTube em formato de estreia nas terças e quintas-feiras logo depois da exibição do capítulo da novela. O primeiro episódio teve como entrevistada Sophia Valverde e teve sua exibição no dia 22 de março de 2022, um dia depois da estreia da novela.

## Música

### Poliana Moça
O primeiro álbum da trilha sonora da telenovela foi lançada em 6 de outubro de 2022, no formato de download digital pelo SBT Music.

### Faixas
| N.º            | Título                                                                       | Artista                                  | Duração |  |
| 1.             | "É o Amor Que Nos Torna Humanos"                                             | Scatolove (Léo Ramos e Isa Sales)        | 02:21   |  |
| 2.             | "Jogo do Contente"                                                           | Luiza Caspary (cover da Sophia Valverde) | 02:41   |  |
| 3.             | "Mais Amor"                                                                  | Duda Pimenta                             | 03:22   |  |
| 4.             | "Melhor Assim"                                                               | Iza Molinari, Sophia Valverde            | 02:47   |  |
| 5.             | "Você (Sol e Lua)"                                                           | Sophia Valverde                          | 03:06   |  |
| 6.             | "Essa Menina (Reggae)" (versão lenta em piano utilizada como tema principal) | Fernando Forni                           | 02:52   |  |
| 7.             | "Hello Hello"                                                                | Junno Andrade, Coro de "Poliana Moça"    | 02:39   |  |
| 8.             | "Receita da Vida"                                                            | Josias Damasceno                         | 02:35   |  |
| 9.             | "Pinóquio 1" (trecho instrumental utilizado como tema do Pinóquio)           | Léo Ramos                                | 02:37   |  |
| 10.            | "Principalmente Agora"                                                       | Iza Molinari                             | 02:24   |  |
| 11.            | "Bichinha, Te Amo"                                                           | Igor Jansen                              | 03:32   |  |
| 12.            | "Magabelo"                                                                   | Josias Damasceno (feat. SambaProject)    | 02:53   |  |
| 13.            | "Como Saber"                                                                 | Thomas Roth                              | 03:16   |  |
| 14.            | "Minha História"                                                             | Mari Campolongo e Davi Campolongo        | 03:15   |  |
| Duração total: | Duração total:                                                               | Duração total:                           | 40:18   |  |

### Poliana Moça Vol. 2
O segundo álbum da trilha sonora da telenovela foi lançada em 20 de fevereiro de 2023, no formato de download digital pelo SBT Music.

### Faixas
| N.º            | Título                                | Artista                                                     | Duração |  |
| 1.             | "Sing Sing Sing - Radio"              | Iza Molinari                                                | 3:12    |  |
| 2.             | "Os Brutos Também Amam"               | Renato e Giovanelli                                         | 02:15   |  |
| 3.             | "Só Amar Que Cura - Radio"            | Macaco (creditado como "Banda Macaco Prego")                | 04:02   |  |
| 4.             | "Vem Pro Baile - Radio"               | Fred Benuce                                                 | 01:43   |  |
| 5.             | "Nós Somos Dois Sem Vergonha - Radio" | Josias Damasceno                                            | 03:11   |  |
| 6.             | "Nosso Tempo - Radio"                 | Davi Campolongo (piano)                                     | 03:01   |  |
| 7.             | "Yupechloe - Radio"                   | Fred Benuce                                                 | 02:49   |  |
| 8.             | "Shake It - Radio"                    | Iza Molinari                                                | 02:33   |  |
| 9.             | "Ondas Sobre o Mar - Radio"           | Claudinho Brasil                                            | 02:11   |  |
| 10.            | "Stop - Radio"                        | Iza Molinari; Edu Filgueira (rap)                           | 02:06   |  |
| 11.            | "Bom Entendedor - Radio"              | Gustavo Solari, Vincenzo Richy                              | 03:39   |  |
| 12.            | "Não Quero Acordar - Radio"           | Carol Navarro                                               | 01:30   |  |
| 13.            | "Fator 500 - Radio"                   | Thomas Roth, Luísa Bresser, Davi Campolongo, Lucas Burgatti | 02:46   |  |
| 14.            | "Dama - Radio"                        | Léo Ramos, Isa Salles                                       | 02:14   |  |
| 15.            | "Nada Vai Me Abalar - Radio"          | Iza Molinari                                                | 2:00    |  |
| Duração total: | Duração total:                        | Duração total:                                              | 38:18   |  |

## Repercussão

### Audiência
O primeiro capítulo, exibido das 20h30 as 21h54, cravou 9,1 pontos e picos de 10, segundo dados consolidados do Kantar IBOPE Media, referentes à Grande São Paulo. Durante toda a sua exibição, oscilou entre o segundo e o terceiro lugar. Foi a pior média desde o último capítulo da primeira fase e teve o pior índice de estreia das novelas infantis desde 2012, ficando atrás das reestreias de Chiquititas e Carinha de Anjo. O segundo capítulo registrou 8,3 pontos, apresentando uma queda de 0,8 pontos com relação a estreia. O quarto capítulo cravou 7,1 pontos. O quinto capítulo cravou 6,3 pontos.
No dia 20 de abril de 2022, alcançou um dos seus piores índices desde a estreia com 5,6 pontos, ficando atrás até mesmo da telenovela mexicana Se Nos Deixam, que cravou 5,9 pontos. No dia 7 de junho de 2022, alcançou 8 pontos, sendo o melhor desempenho da novela desde a semana de estreia. No dia 21 de julho de 2022, com um capítulo curto em ocasião da transmissão da Copa América Feminina, a novela voltou a alcançar um dos seus piores índices desde a estreia com 5,4 pontos, ficando atrás até mesmo da telenovela mexicana A Desalmada, que cravou 5,5 pontos neste dia.
Em seus dois primeiros meses, a novela permaneceu na terceira posição, oscilando com médias entre 6 e 7 pontos, apresentando um dos piores desempenhos no horário nobre, tendo como um dos fatores o desgaste da trama em sua primeira fase, que viu seus índices despencarem de 16 para 8 pontos em dois anos. Em junho, a novela passou a assumir a vice-liderança isolada, mas mantendo a mesma média baixa de quando costumava marcar no terceiro lugar, sendo este ocasionado pela rejeição da série Todas as Garotas em Mim, exibida pela RecordTV.
No dia 30 de agosto de 2022, a novela alcançou 8,1 pontos, sendo o melhor desempenho desde o dia 7 de junho. No dia 28 de setembro de 2022, a novela obteve seu pior desempenho desde a estreia e alcançou 5,1 pontos, menor índice até mesmo que Cúmplices de um Resgate, que está sendo reexibida logo após Poliana Moça. No dia 25 de novembro, a novela bateu um recorde negativo de 5 pontos. No dia 8 de dezembro, registrou seu pior índice desde a estreia com 4,8 pontos. Chegando nos últimos dias do ano, em que as audiências são baixas, a novela bateu mais um recorde negativo, no dia 23 de dezembro, de 4,4 pontos.
Entrando em 2023, a audiência se fixou na casa dos 5 e 6 pontos e no dia 3 de março de 2023 bateu seu recorde negativo de 4,1 pontos. Em seus últimos capítulos, a novela passou a ficar frequentemente na vice-liderança, acirrando a disputa contra Reis, chegando a registrar 6,7 pontos contra 6,5 da concorrente no dia 3 de maio.
O último capítulo registrou 6 pontos, fechando na vice-liderança, mas se tornou o menos assistido entre as novelas infantis. Fechou com a média geral de 6,2 pontos, tendo um desempenho inferior comparado com a primeira parte da novela, além de ter se tornando o pior índice do horário nobre desde Corações Feridos (2012), que foi a última trama adulta brasileira produzida pelo SBT.

## Obra derivada
Vivendo na Gringa é uma série spin-off produzida pelo SBT e exibida dentro do streaming Kwai desde 27 de agosto de 2022. Tem episódios curtos de 2 minutos e, no final, o público escolhe os rumos da história votando pelo aplicativo.

### Premissa
A história é focada no intercâmbio de Guilherme no App College na Austrália junto com seus amigos Luna e Michel e sua nova paixão Ana.

### Elenco
| Intérprete    | Personagem |
| ------------- | ---------- |
| Lawrran Couto | Guilherme  |
| Lucas Santos  | Michel     |
| Julia Olliver | Luna       |
| Cinthia Cruz  | Ana Clara  |

## Prêmios e indicações
| Ano  | Prêmio                  | Categoria                         | Indicado         | Resultado | Ref.   |
| ---- | ----------------------- | --------------------------------- | ---------------- | --------- | ------ |
| 2022 | Prêmio Área Vip         | Melhor Talento Teen               | Sophia Valverde  | Venceu    | [ 77 ] |
| 2022 | Prêmio Área Vip         | Melhor Talento Teen               | Igor Jansen      | Indicado  | [ 77 ] |
| 2022 | Prêmio Área Vip         | Melhor Talento Teen               | Lucas Burgatti   | Indicado  | [ 77 ] |
| 2022 | Prêmio Área Vip         | Melhor Talento Teen               | Luisa Bresser    | Indicado  | [ 77 ] |
| 2022 | SEC Awards              | Melhor Atriz em Série Adolescente | Sophia Valverde  | Indicado  | [ 78 ] |
| 2022 | Prêmio Jovem Brasileiro | Melhor Programa de TV ou Novela   | Poliana Moça     | Venceu    | [ 79 ] |
| 2022 | Prêmio Jovem Brasileiro | Melhor Ator                       | Igor Jansen      | Venceu    | [ 79 ] |
| 2022 | Prêmio Jovem Brasileiro | Melhor Atriz                      | Sophia Valverde  | Indicado  | [ 79 ] |
| 2022 | Prêmio Jovem Brasileiro | Melhor Atriz                      | Thaís Melchior   | Indicado  | [ 79 ] |
| 2023 | Prêmio iBest            | Influenciador Protagonista        | Sophia Valverde  | Indicado  | [ 80 ] |
| 2023 | Prêmio Jovem Brasileiro | Melhor Atriz                      | Thaís Melchior   | Indicado  | [ 81 ] |
| 2023 | Prêmio Jovem Brasileiro | Melhor Atriz                      | Sophia Valverde  | Indicado  | [ 81 ] |
| 2023 | Prêmio Jovem Brasileiro | Melhor Atriz                      | Pietra Quintella | Indicado  | [ 81 ] |
| 2023 | Prêmio Jovem Brasileiro | Melhor Ator                       | Igor Jansen      | Venceu    | [ 81 ] |
| 2023 | Prêmio Jovem Brasileiro | Melhor Ator                       | Théo Medon       | Indicado  | [ 81 ] |
| 2023 | Prêmio Jovem Brasileiro | Melhor Programa                   | Íris Abravanel   | Indicado  | [ 81 ] |